# Ministri degli affari esteri della Repubblica francese
I ministri degli affari esteri della Repubblica francese dal 1958 (Quinta Repubblica) ad oggi sono i seguenti.

## Lista
| Ministro                                 | Ministro         | Ministro                  | Partito                                  | Governo                               | Inizio            | Fine              |
| ---------------------------------------- | ---------------- | ------------------------- | ---------------------------------------- | ------------------------------------- | ----------------- | ----------------- |
|                                          |                  | Maurice Couve de Murville | Unione per la Nuova Repubblica           | Debré                                 | 8 gennaio 1959    | 14 aprile 1962    |
| Pompidou I                               | 14 aprile 1962   | Maurice Couve de Murville | Unione per la Nuova Repubblica           | 28 novembre 1962                      |                   |                   |
| Pompidou II                              | 6 dicembre 1962  | Maurice Couve de Murville | Unione per la Nuova Repubblica           | 8 gennaio 1966                        |                   |                   |
| Pompidou III                             | 8 gennaio 1966   | Maurice Couve de Murville | Unione per la Nuova Repubblica           | 6 aprile 1967                         |                   |                   |
| Unione per la Difesa della Repubblica    | Pompidou IV      | Maurice Couve de Murville | 6 aprile 1967                            | 31 maggio 1968                        |                   |                   |
|                                          | Pompidou IV      |                           | Michel Debré                             | Unione per la Difesa della Repubblica | 31 maggio 1968    | 10 luglio 1968    |
| Couve de Murville                        | 12 luglio 1968   | 20 giugno 1969            | Michel Debré                             | Unione per la Difesa della Repubblica |                   |                   |
|                                          |                  | Maurice Schumann          | Unione per la Difesa della Repubblica    | Chaban-Delmas                         | 22 giugno 1969    | 6 luglio 1972     |
| Unione dei Democratici per la Repubblica | Messmer I        | Maurice Schumann          | 6 luglio 1972                            | 15 marzo 1973                         |                   |                   |
|                                          | Messmer I        |                           | André Bettencourt                        | Indipendente                          | 15 marzo 1973     | 4 aprile 1973     |
|                                          |                  | Michel Jobert             | Unione dei Democratici per la Repubblica | Messmer II                            | 5 aprile 1973     | 27 febbraio 1974  |
| Messmer III                              | 1º marzo 1974    | Michel Jobert             | Unione dei Democratici per la Repubblica | 28 maggio 1974                        |                   |                   |
|                                          |                  | Jean Sauvagnargues        | Unione dei Democratici per la Repubblica | Chirac I                              | 28 maggio 1974    | 27 agosto 1976    |
|                                          |                  | Louis de Guiringaud       | Indipendente                             | Barre I                               | 27 agosto 1976    | 30 marzo 1977     |
| Barre II                                 | 30 marzo 1977    | Louis de Guiringaud       | Indipendente                             | 6 aprile 1978                         |                   |                   |
| Barre III                                | 6 aprile 1978    | Louis de Guiringaud       | Indipendente                             | 29 novembre 1978                      |                   |                   |
| Barre III                                |                  |                           | Jean François-Poncet                     | Raggruppamento per la Repubblica      | 29 novembre 1978  | 22 maggio 1981    |
|                                          |                  | Claude Cheysson           | Partito Socialista                       | Mauroy I                              | 22 maggio 1981    | 22 giugno 1981    |
| Mauroy II                                | 22 giugno 1981   | Claude Cheysson           | Partito Socialista                       | 22 marzo 1983                         |                   |                   |
| Mauroy III                               | 22 marzo 1983    | Claude Cheysson           | Partito Socialista                       | 17 luglio 1984                        |                   |                   |
| Fabius                                   | 17 luglio 1984   | Claude Cheysson           | Partito Socialista                       | 7 dicembre 1984                       |                   |                   |
| Fabius                                   |                  |                           | Roland Dumas                             | Partito Socialista                    | 7 dicembre 1984   | 20 marzo 1986     |
|                                          |                  | Jean-Bernard Raimond      | Raggruppamento per la Repubblica         | Chirac II                             | 20 marzo 1986     | 12 maggio 1988    |
|                                          |                  | Roland Dumas              | Partito Socialista                       | Rocard I                              | 12 maggio 1988    | 28 giugno 1988    |
| Rocard II                                | 28 giugno 1988   | Roland Dumas              | Partito Socialista                       | 16 maggio 1991                        |                   |                   |
| Cresson                                  | 16 maggio 1991   | Roland Dumas              | Partito Socialista                       | 4 aprile 1992                         |                   |                   |
| Bérégovoy                                | 4 aprile 1992    | Roland Dumas              | Partito Socialista                       | 30 marzo 1993                         |                   |                   |
|                                          |                  | Alain Juppé               | Raggruppamento per la Repubblica         | Balladur                              | 29 marzo 1993     | 18 maggio 1995    |
|                                          |                  | Hervé de Charette         | Unione per la Democrazia Francese        | Juppé I                               | 18 maggio 1995    | 7 novembre 1995   |
| Juppé II                                 | 7 novembre 1995  | Hervé de Charette         | Unione per la Democrazia Francese        | 4 giugno 1997                         |                   |                   |
|                                          |                  | Hubert Védrine            | Partito Socialista                       | Jospin                                | 4 giugno 1997     | 7 maggio 2002     |
|                                          |                  | Dominique de Villepin     | Unione per un Movimento Popolare         | Raffarin I                            | 7 maggio 2002     | 17 giugno 2002    |
| Raffarin II                              | 17 giugno 2002   | Dominique de Villepin     | Unione per un Movimento Popolare         | 31 marzo 2004                         |                   |                   |
|                                          |                  | Michel Barnier            | Unione per un Movimento Popolare         | Raffarin III                          | 31 marzo 2004     | 2 giugno 2005     |
|                                          |                  | Philippe Douste-Blazy     | Unione per un Movimento Popolare         | de Villepin                           | 2 giugno 2005     | 15 maggio 2007    |
|                                          |                  | Bernard Kouchner          | Indipendente (ex Partito Socialista)     | Fillon I                              | 16 maggio 2007    | 18 giugno 2007    |
| Fillon II                                | 18 giugno 2007   | Bernard Kouchner          | Indipendente (ex Partito Socialista)     | 13 novembre 2010                      |                   |                   |
|                                          |                  | Michèle Alliot-Marie      | Unione per un Movimento Popolare         | Fillon III                            | 14 novembre 2010  | 27 febbraio 2011  |
|                                          |                  | Alain Juppé               | Unione per un Movimento Popolare         | Fillon III                            | 27 febbraio 2011  | 15 maggio 2012    |
|                                          |                  | Laurent Fabius            | Partito Socialista                       | Ayrault I                             | 16 maggio 2012    | 18 giugno 2012    |
| Ayrault II                               | 21 giugno 2012   | Laurent Fabius            | Partito Socialista                       | 31 marzo 2014                         |                   |                   |
| Valls I                                  | 31 marzo 2014    | Laurent Fabius            | Partito Socialista                       | 25 agosto 2014                        |                   |                   |
| Valls II                                 | 25 agosto 2014   | Laurent Fabius            | Partito Socialista                       | 11 febbraio 2016                      |                   |                   |
| Valls II                                 |                  |                           | Jean-Marc Ayrault                        | Partito Socialista                    | 11 febbraio 2016  | 6 dicembre 2016   |
| Cazeneuve                                | 6 dicembre 2016  | 17 maggio 2017            | Jean-Marc Ayrault                        | Partito Socialista                    |                   |                   |
|                                          |                  | Jean-Yves Le Drian        | Divers gauche                            | Philippe I                            | 17 maggio 2017    | 21 giugno 2017    |
| Philippe II                              | 21 giugno 2017   | Jean-Yves Le Drian        | Divers gauche                            | 6 luglio 2020                         |                   |                   |
| Castex                                   | 6 luglio 2020    | Jean-Yves Le Drian        | Divers gauche                            | 20 maggio 2022                        |                   |                   |
|                                          |                  | Catherine Colonna         | Divers droite                            | Borne                                 | 20 maggio 2022    | 4 luglio 2022     |
| 4 luglio 2022                            | 11 gennaio 2024  | Catherine Colonna         | Divers droite                            | Borne                                 |                   |                   |
|                                          |                  | Stéphane Séjourné         | Renaissance                              | Attal                                 | 11 gennaio 2024   | 21 settembre 2024 |
|                                          |                  | Jean-Noël Barrot          | Movimento Democratico                    | Barnier                               | 21 settembre 2024 | 23 dicembre 2024  |
| Bayrou                                   | 23 dicembre 2024 | Jean-Noël Barrot          | Movimento Democratico                    | in carica                             |                   |                   |